# 云湖
云湖是一个位于中国江西省波阳县的湖泊，面积约为4平方千米，平均水深约为6米。